# ダンツィヒ攻囲戦 (1807年)
ダンツィヒ攻囲戦（英語: Siege of Danzig、1807年3月19日-5月24日）は、第四次対仏大同盟戦争においてフランス軍がダンツィヒを包囲し、占領した攻城戦である。1807年3月19日、ルフェーヴル元帥率いるフランス軍、約27,000名がダンツィヒの町を守るカルクロイト元帥指揮下のプロイセン軍約14,400名を攻囲した。

## ダンツィヒの重要性
ダンツィヒは、戦略的に重要な位置を占めていた。60,000名の住民を擁し、高度に要塞化されたヴィスワ川河口の重要な港であったのみならず、フランス軍の東進に伴いその背後に位置するプロイセン領として、フランス軍左翼にとって直接的な脅威となったのである。また連合軍の潜在的な揚陸地点でもあり、背後に戦線が形成されればフランス軍を脅かしかねなかった。さらにダンツィヒの北はヴィスワ川、南と東は湿地に守られており、西からしか接近できない攻め難い町でもあった。
これに加えて市内には火薬、穀物、オー・ド・ヴィーといった物資が豊富にあり、東部で堅実な戦役を計画していた大陸軍はそれらに大きな関心を寄せていたのである。1807年2月18日付の書簡で、ナポレオンはルフェーヴル元帥に次のように書き送っている。

## 戦闘序列
町を奪取する任務は2月中旬、ルーフェヴル元帥と指揮下の第10軍団に与えられた。その補佐にあたったのは工兵指揮官、フランソワ・デュ・シャスルー＝ローバ将軍と砲兵指揮官、バストン・デュ・ラリボワズィエ将軍であった。両名は二人とも、その専門分野においてフランス軍きっての専門家であった。参謀長はドルーエ将軍であった。第10軍団を構成していたのはヤン・ヘンリク・ドンブロフスキ将軍率いるポーランドの2個師団、ザクセンの1個軍団、バーデンからの1個派遣部隊、イタリアの2個師団とフランス軍約10,000名、総勢約45,000名である 。ダンツィヒ市内にはプロイセン軍司令官、フリードリヒ・アドルフ・フォン・カルクロイト伯爵元帥指揮下の14,400名が駐留していた。しかし、ナポレオンは彼らを「ならず者」（canaille）と呼んでいる。

## 包囲

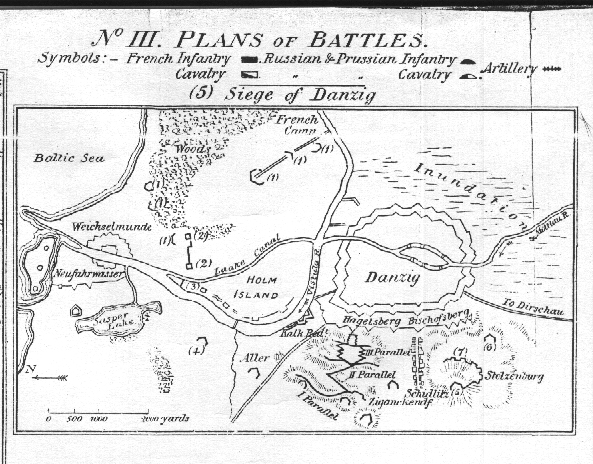
ダンツィヒ攻囲戦の地図。

3月20日、町の包囲を命じるナポレオンに従い、フランス軍のシュラム将軍が2,000名を中心から離れたヴァイクセルミュンデ要塞の先、ヴィスワ川の北岸へ率い、町のすぐ北に占位した。
4月2日には塹壕の掘削が始められるほど地面が融け、4月8日には二つ目の塹壕が掘られて4月15日に完成し、4月25日には三つ目も仕上がった。そして4月11日、ヴァンダム将軍がシュレーズィエンのシュヴァイトニッツ要塞を攻略した後、大型の攻城砲がダンツィヒに移送され、4月21日に到着している。

## 救援の試み
3月23日、フランス軍の砲兵隊は砲撃を開始した。ロシア軍は5月10日から15日にかけてイギリスのスループ艦、「ファルコン」及びスウェーデンの戦列艦1隻に護衛された、57隻の輸送船に分乗した7,000名の援軍をニコライ・カメンスキー将軍の指揮下、町へ届けようと試みた。兵員1,200名を搭載したスウェーデン艦の不在によって、カメンスキー将軍の作戦は遅滞する。これはルフェーヴルに陣地を強化する時間を与え、数に劣るロシア軍は1,500名の死傷者を出して撃退された 。さらに大砲18門を搭載した平底スループ艦、「ドーントレス」によって川から逼迫していた火薬、150樽を搬入する試みも失敗する。同艦は砲兵隊の近くで岸に乗り上げ、パリの近衛擲弾兵に鹵獲されるまで砲撃された。

## 攻囲戦の継続

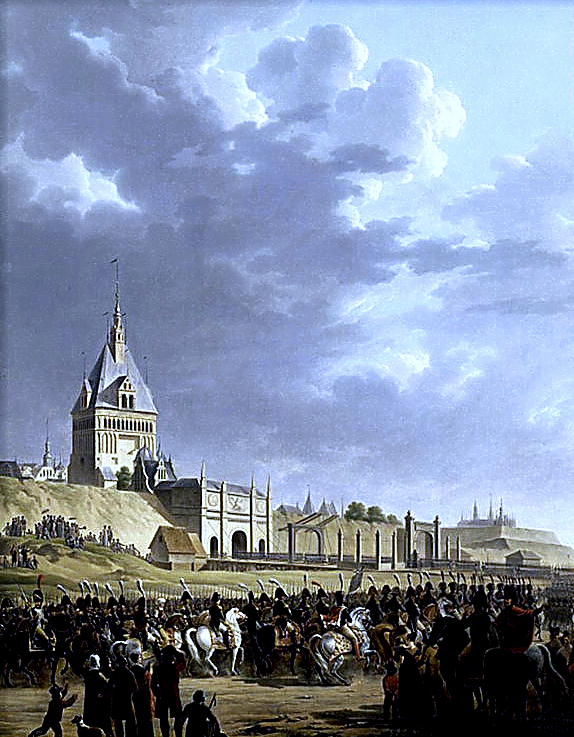
1807年、ダンツィヒに入城するナポレオンとフランス軍。

町の救援に向けたこれらの試みが失敗した後、攻囲と坑道戦は継続された。5月21日にはモルティエ元帥の軍団が到着し、ハーゲルベルクへの突撃が可能となる。これ以上は耐え切れないと見て取ったカルクロイト元帥はルフェーヴル元帥に和を請い、プロイセン軍が1793年のマインツ攻囲戦でフランス軍に提示したものと同じ降伏条件を提示した。最終的に、この条件はナポレオンによる事前の承認 を経て受け入れられ、守備隊は戦時の名誉を全て保ったまま太鼓を鳴らし、松明を掲げ、軍旗をはためかせつつ行進して退去した。ナポレオンは夏（戦争に適した季節）が近づいたこと、そして後背地の脅威を排除し、部隊を他の場所へ移動させる必要が生じたことから攻囲戦に終止符を打ちたがっていたので、諸条件は寛容だったのである。

## 降伏とその影響

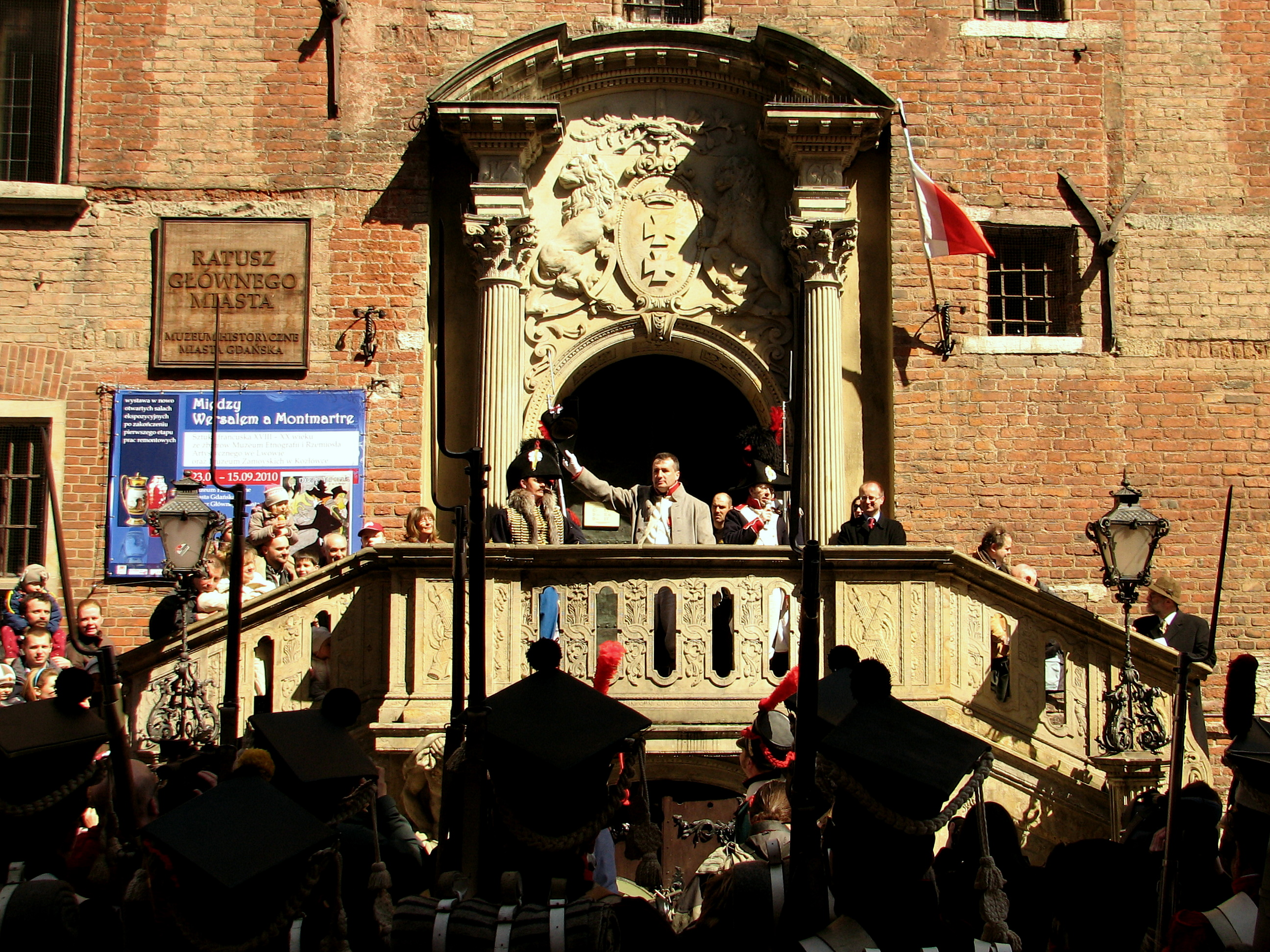
攻囲戦に続くナポレオンのダンツィヒへの入城を再現したリエナクトメント。

ダンツィヒは1807年5月24日、降伏した。ナポレオンは付近のヴァイクセル要塞の攻囲を命じたが、カメンスキー将軍は指揮下の部隊とともに逃れ、間もなく守備隊は降伏した。この攻囲戦によってフランス軍からは死傷者6,000名が出た一方、プロイセン軍は戦死・負傷と病没によって3,000名を、ロシア軍は1,500名を失っている 。ルフェーヴル元帥の功績に報い、上院に宛てた5月28日付の手紙で彼に「ダンツィヒ公」の称号を許したが、直接伝えることはせず、5月29日に
と書き送るに留めている。
1807年9月9日、ナポレオンは半独立国、自由都市ダンツィヒを設立した。その領域はグダニスクとして知られるダンツィヒの町、ヴィスワ川の河口の各村、ヘル半島とヴィスワ砂嘴の南半分を伴う旧プロイセン王国領から割譲されたものであった。その後、1813年1月下旬から11月29日までロシア軍がこの町を攻囲し、フランスの占領軍は1814年1月2日に撤退する。

## 文献
1. 1 2 3 4 5  Rothenberg G. E. The Art of Warfare in the Age of Napoleon. Indiana University Press, 1978. P. 219
2. 1 2 3  Summerville C. Napoleon's Polish Gamble: Eylau & Friedland 1807. Pen and Sword, 2005. P. 102
3. 1 2  Summerville C. Napoleon's Polish Gamble: Eylau & Friedland 1807. Pen and Sword, 2005. P. 106
4. 1 2 3  Summerville C. Napoleon's Polish Gamble: Eylau & Friedland 1807. Pen and Sword, 2005. P. 104
5. ↑  (書簡 No. 11,826)
6. ↑  (書簡 12208)
7. ↑  書簡 No. 12,629
8. 1 2  書簡 No. 12,683